# Simon Gallup
Simon Jonathon Gallup (Surrey, 1 de junho de 1960) é um músico e compositor britânico. É o baixista da banda de rock inglesa The Cure desde 1984, sendo que ocupou o mesmo posto na banda entre 1979 e 1982. É o segundo integrante com mais tempo no grupo, após o vocalista Robert Smith. Anteriormente ao The Cure, tocou no Lockjaw e The Magazine Spies.